# Prusy (okres Bánovce nad Bebravou)
Prusy jsou obec na Slovensku v okrese Bánovce nad Bebravou.
Leží v nadmořské výšce 220 metrů. Žije zde 617 obyvatel.
První písemná zmínka o obci je z roku 1208. V obci je římskokatolický kostel svatého Cyrila a Metoděje z roku 1946.